# Oberleitungsbus Budapest

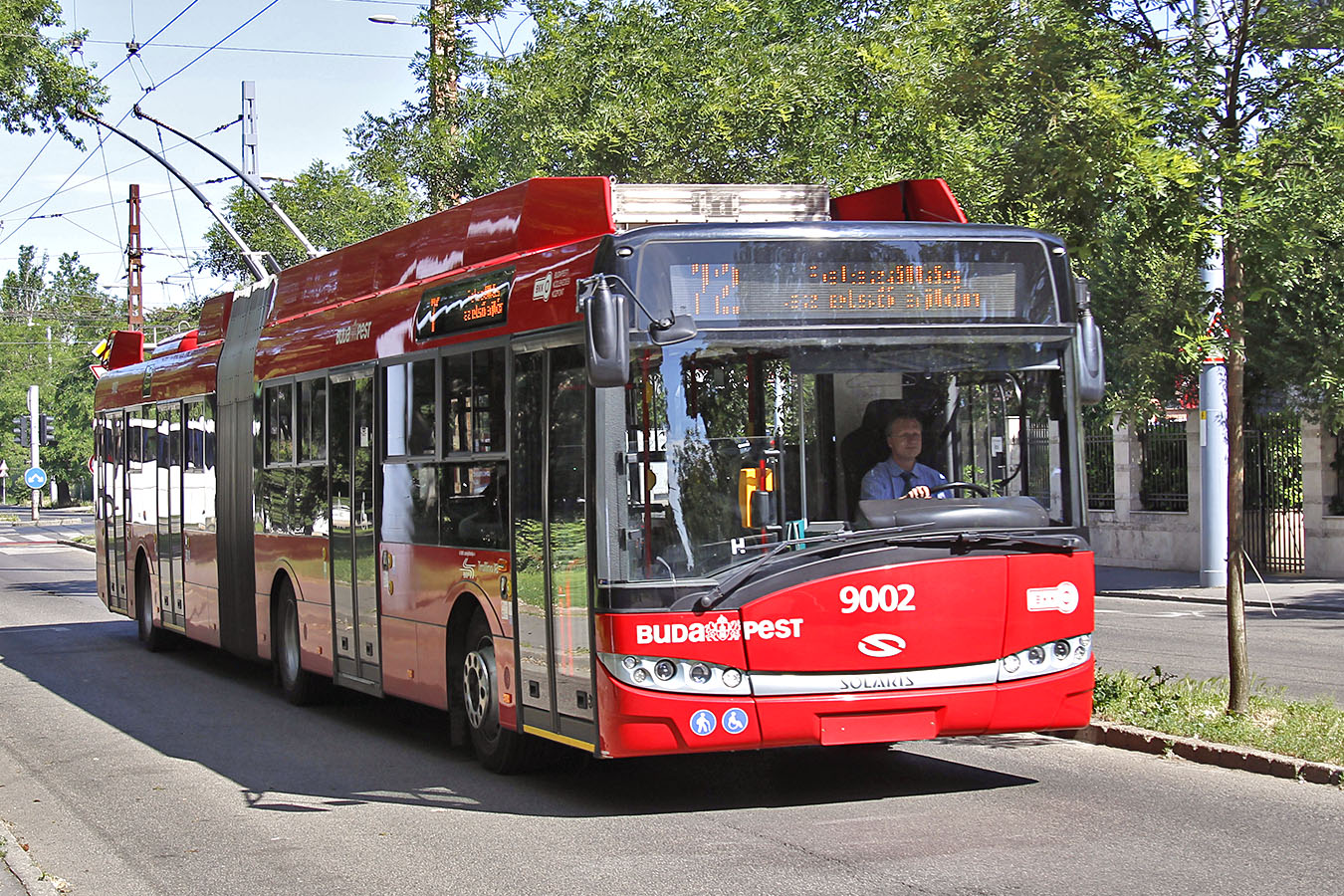
Oberleitungsbus vom Typ Solaris Trollino 18

Der Oberleitungsbus Budapest ist das Oberleitungsbus-System der ungarischen Hauptstadt Budapest. Es ist das größte und älteste des Landes und wird von der Aktiengesellschaft Budapesti Közlekedési (BKV) betrieben. Das Netz ging 1933 beziehungsweise 1949 in Betrieb und ergänzt seither die 1866 eröffnete Straßenbahn Budapest, die 1896 eröffnete Metró Budapest, die Vorortbahn Budapesti Helyiérdekű Vasút sowie den städtischen Autobusverkehr.

## Geschichte
Die erste Obuslinie war 2,7 Kilometer lang und führte ab dem 16. Dezember 1933 durch den Stadtteil Óbuda rechts der Donau. Sie verband die Endstelle Vörösvári út – wo heute die Straßenbahnlinien 1 und 17 enden – mit dem Óbudaer Friedhof. Am Verknüpfungspunkt mit der Straßenbahn befand sich auch ein kleines Depot für die anfänglich drei Oberleitungsbusse. Die Route wurde bereits am 5. Juni 1927 als Autobuslinie 7 eröffnet und anfänglich auch beim elektrischen Betrieb so bezeichnet. Erst 1935 erfolgte die Umbenennung in Linie T, abgeleitet von der ungarischen Bezeichnung trolibusz. Am 21. September 1944 wurde diese erste Obusanlage kriegsbedingt zerstört und anschließend nicht mehr wieder aufgebaut. Das für den Obus zuständige Unternehmen war anfangs die Straßenbahngesellschaft BSzK, während der Autobusverkehr seinerzeit noch unter Regie des Unternehmens SzAÜ stand.
Als erste Strecke des heutigen Netzes im Stadtteil Pest, das heißt links der Donau, ging am 21. Dezember 1949 die Linie 70 in Betrieb. Wiederum erfolgte der Betrieb durch die Straßenbahngesellschaft – die Fővárosi Villamos Közlekedési Vállalat (FVKV), die schließlich ab 1. Januar 1951 unter Fővárosi Villamosvasút (FVV) firmierte – erst zum 1. Januar 1968 wurden alle städtischen Verkehrsmittel unternehmerisch vereinigt. Der Obusbetrieb wurde in der Nachkriegszeit sukzessive ausgebaut, wenngleich die Donau bis heute nicht vom Oberleitungsbus überquert wird. Eine Sonderstellung nimmt die isolierte Linie 83 im Süden der Stadt ein, sie ist nur durch eine Betriebsstrecke mit dem übrigen Netz und dem Depot Pongrác verbunden.

## Netz

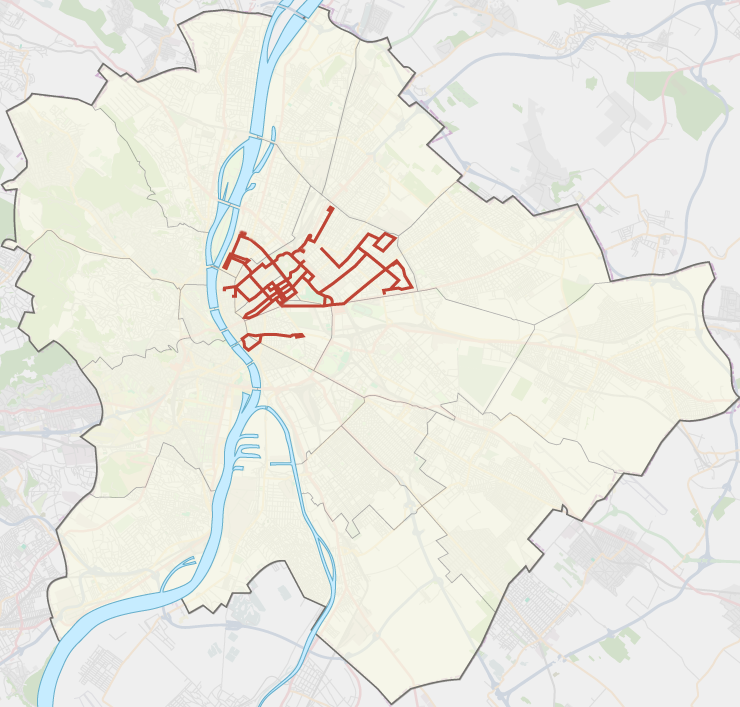
Liniennetz

Das in Budapest übliche Trolleybussymbol

Das Budapester Oberleitungsbusnetz besteht heute aus folgenden 15 Linien. Die beiden Linien mit dem Zusatzbuchstaben „A“ verkehren nur auf einem Teilstück der entsprechenden Partnerlinie ohne Buchstabe, wobei auch die A-Linie die Hauptlinie sein kann, wie bei den Linien 80/80A:
| Linie | Strecke                                                |
| ----- | ------------------------------------------------------ |
| 70    | Erzsébet királyné útja, aluljáró – Kossuth Lajos tér M |
| 72    | Zugló vasútállomás (Hermina út) – Orczy tér            |
| 73    | Keleti pályaudvar M – Nyugati pályaudvar M             |
| 74    | Csáktornya park – Károly körút (Astoria M)             |
| 74A   | Csáktornya park – Mexikói út M                         |
| 75    | Puskás Ferenc Stadion M – Jászai Mari tér              |
| 76    | Keleti pályaudvar M – Jászai Mari tér                  |
| 77    | Puskás Ferenc Stadion M – Öv utca / Egressy út         |
| 78    | Keleti pályaudvar M (Garay utca) – Kossuth Lajos tér M |
| 79    | Keleti pályaudvar M – Dagály utcai lakótelep           |
| 80    | Keleti pályaudvar M – Örs vezér tere M+H               |
| 81    | Fischer István utca → Örs vezér tere M+H               |
| 82    | Örs vezér tere M+H – Mexikói út M                      |
| 82A   | Örs vezér tere M+H – Uzsoki Utcai Kórház               |
| 83    | Népliget M – Fővám tér M                               |

## Fahrzeuge

### Ehemalige
|  | Nummern              | Stück | Hersteller           | Elektrik             | Typ                     | Art         | Lieferung | Bemerkungen                                                                                               |  |
|  | -------------------- | ----- | -------------------- | -------------------- | ----------------------- | ----------- | --------- | --- |  |
|  | T100, T471           | 02    | Ganz                 | Ganz                 |                         | Solowagen   | 1933      | T100 später in T 470 umnummeriert, beide 1955 ausgemustert                                                |  |
|  | T472                 | 01    | MÁVAG                | BBC                  |                         | Solowagen   | 1933      | später in T480 umnummeriert, 1955 ausgemustert                                                            |  |
|  | T100–T152            | 053   | Sawod imeni Urizkogo | Sawod imeni Urizkogo | MTB-82                  | Solowagen   | 1949–1952 | zwischen 1956 und 1967 ausgemustert                                                                       |  |
|  | T200–T356            | 157   | Ikarus               | Ganz                 | IK-60T                  | Solowagen   | 1952–1956 | zwischen 1967 und 1975 ausgemustert                                                                       |  |
|  | TP000–TP054, 955–958 | 059   | ÁMG Székesfehérvár   | –                    |                         | Anhänger    | 1960–1963 | zwischen 1965 und 1968 ausgemustert                                                                       |  |
|  | T400                 | 01    | Ikarus               | Ganz                 | IK-60TCS                | Gelenkwagen | 1961      | Prototyp mit doppelter Hinterachse, umgebaut aus Solowagen T-283 und einem Soloautobus, 1967 ausgemustert |  |
|  | 401–453              | 053   | Ikarus               | Ganz                 | IK-60TCS                | Gelenkwagen | 1962–1964 | letzte 1976 ausgemustert                                                                                  |  |
|  | 500–599              | 100   | Sawod imeni Urizkogo | Sawod imeni Urizkogo | ZiU-5                   | Solowagen   | 1966–1969 | zwischen 1975 und 1982 ausgemustert, Wagen 573 museal erhalten                                            |  |
|  | 600                  | 01    | Ikarus               | Ganz                 | 260T                    | Solowagen   | 1976      | Prototyp des Baujahrs 1974, bis 1995 im Einsatz, museal erhalten                                          |  |
|  | 800–972              | 173   | Sawod imeni Urizkogo | Sawod imeni Urizkogo | ZiU-682                 | Solowagen   | 1975–1984 | letzte im Dezember 2012 ausgemustert                                                                      |  |
|  | 100–178              | 079   | Ikarus               | Ganz                 | 280T                    | Gelenkwagen | 1976–1978 | zwischen 1986 und 1995 ausgemustert                                                                       |  |
|  | 300                  | 01    | Ikarus               | Ganz                 | 280T                    | Gelenkwagen | 1981      | zweimotoriger Prototyp mit Voith-Getriebe,                                                                |  |
|  | 198                  | 01    | Ikarus / Strømberg   | Ganz                 | 284T                    | Gelenkwagen | nach 1990 | Baujahr 1983/84, dreitüriger Prototyp mit Heckmotor                                                       |  |
|  | 350–364              | 15    | MAN / Gräf & Stift   | Kiepe                | NGE 152 M17 NGE 152 M18 | Gelenkwagen | 2011–2012 | Frühling 2023 ausgemustert, gebraucht vom Oberleitungsbus Eberswalde übernommen, Baujahre 1993–1994       |  |
|  | 300–314              | 15    | Ikarus               | Kiepe                | 435T                    | Gelenkwagen | 1994–1996 | Frühling 2023 ausgemustert                                                                                |  |

### Heutige
|  | Nummern   | Stück | Hersteller                     | Elektrik                    | Typ         | Art         | Lieferung | niederflurig | Bemerkungen                                                           |
|  | --------- | ----- | ------------------------------ | --------------------------- | ----------- | ----------- | --------- | ------------ | --------------------------------------------------------------------- |
|  | 199–282   | 84    | Ikarus                         | Ganz                        | 280T        | Gelenkwagen | 1987–1990 | nein         | Prototyp 199 später in 283 umnummeriert                               |
|  | 400       | 1     | Ikarus                         | Kiepe                       | 411T        | Solowagen   | 2001      | ja           | Prototyp des Baujahrs 1995, ursprünglich Vorführwagen des Herstellers |
|  | 700–714   | 15    | Ikarus                         | Kiepe                       | 412T        | Solowagen   | 2002      | ja           |                                                                       |
|  | 601–616   | 16    | Solaris                        | Ganz / Škoda Transportation | Trollino 12 | Solowagen   | 2005–2007 | ja           |                                                                       |
|  | 8000–8019 | 20    | Solaris / Škoda Transportation | Škoda Transportation        | Trollino 12 | Solowagen   | 2015      | ja           |                                                                       |
|  | 9000–9015 | 16    | Solaris / Škoda Transportation | Škoda Transportation        | Trollino 18 | Gelenkwagen | 2015      | ja           |                                                                       |